# Ю Ес Про Индор
Ю Ес Про Индор (на английски: U.S. Pro Indoor) е професионален турнир по тенис за мъже, който се провежда във Филаделфия, Пенсилвания, САЩ.

## История
Турнирът е основан през 1962 г. като Philadelphia Invitational Indoor Tennis Championships. Този турнир до 1970 г. е част от ILTF World Circuit.
През 1964 г. турнирът е известен като Шампионат на Филаделфия на закрито. През 1969 г. името е променено на Philadelphia International Indoor Open Championships. През 1971 г. турнира е преименуван като Philadelphia International Indoor Open Championships, наричан още Philadelphia International Indoor.
През 1972 г. професионалните първенства по тенис на закрито на Съединените щати са създадени във Филаделфия, като част от веригата WCT, съперник на Националната тенис лига (NTL).
Като първо събитие за сезона, Philadelphia U.S. Professional Indoor привлича всички звезди на WCT във Филаделфия Спектрум на всяко от годишните си издания. След като WCT поглъща NTL през 1970 г., турнирът продължава да съществува в рамките на WCT Тур до 1978 г., когато събитието официално става част от Гран При Тур, предшественик на сегашния ATP Тур.

## Финали
| Година | Шампион        | Финалист         | Резултат                                    |
| ------ | -------------- | ---------------- | ------------------------------------------- |
| 1998   | Пийт Сампрас   | Томас Енквист    | 7 – 5, 7 – 6(7–3)                           |
| 1997   | Пийт Сампрас   | Патрик Рафтър    | 5 – 7, 7 – 6(7–4), 6 – 3                    |
| 1996   | Джим Къриър    | Крис Удръф       | 6 – 4, 6 – 3                                |
| 1995   | Томас Енквист  | Майкъл Ченг      | 0 – 6, 6 – 4, 6 – 0                         |
| 1994   | Майкъл Ченг    | Паул Хархюис     | 6 – 3, 6 – 2                                |
| 1993   | Марк Удфорд    | Иван Лендъл      | 5 – 4 отказва се                            |
| 1992   | Пийт Сампрас   | Амос Мансдорф    | 6 – 1, 7 – 6(7–4), 2 – 6, 7 – 6(7–2)        |
| 1991   | Иван Лендъл    | Пийт Сампрас     | 5 – 7, 6 – 4, 6 – 4, 3 – 6, 6 – 3           |
| 1990   | Пийт Сампрас   | Андрес Гомес     | 7 – 6(7–4), 7 – 5, 6 – 2                    |
| 1989   | Борис Бекер    | Тим Майот        | 7 – 6(7–4), 6 – 1, 6 – 3                    |
| 1988   | Тим Майот      | Джон Фицджералд  | 4 – 6, 6 – 2, 6 – 2, 6 – 3                  |
| 1987   | Тим Майот      | Джон Макенроу    | 3 – 6, 6 – 1, 6 – 3, 6 – 1                  |
| 1986   | Иван Лендъл    | Тим Майот        | walkover                                    |
| 1985   | Джон Макенроу  | Милослав Мечирж  | 6 – 3, 7 – 6(7–5), 6 – 1                    |
| 1984   | Джон Макенроу  | Иван Лендъл      | 6 – 3, 3 – 6, 6 – 3, 7 – 6(7–3)             |
| 1983   | Джон Макенроу  | Иван Лендъл      | 4 – 6, 7 – 6(9–7), 6 – 4, 6 – 3             |
| 1982   | Джон Макенроу  | Джими Конърс     | 6 – 3, 6 – 3, 6 – 1                         |
| 1981   | Роско Танер    | Войтек Фибак     | 6 – 2, 7 – 6(7–5), 7 – 5                    |
| 1980   | Джими Конърс   | Джон Макенроу    | 6 – 3, 2 – 6, 6 – 3, 3 – 6, 6 – 4           |
| 1979   | Джими Конърс   | Артър Аш         | 6 – 3, 6 – 4, 6 – 1                         |
| 1978   | Джими Конърс   | Роско Танер      | 6 – 2, 6 – 4, 6 – 3                         |
| 1977   | Дик Стоктън    | Джими Конърс     | 3 – 6, 6 – 4, 3 – 6, 6 – 1, 6 – 2           |
| 1976   | Джими Конърс   | Бьорн Борг       | 7 – 6(7–5), 6 – 4, 6 – 0                    |
| 1975   | Марти Рисен    | Витас Герулайтис | 7 – 6(7–1), 5 – 7, 6 – 2, 6 – 7(0–7), 6 – 3 |
| 1974   | Род Лейвър     | Артър Аш         | 6 – 1, 6 – 4, 3 – 6, 6 – 4                  |
| 1973   | Стан Смит      | Боб Лутц         | 7 – 6(7–2), 7 – 6(7–5), 4 – 6, 6 – 4        |
| 1972   | Род Лейвър     | Кен Розуол       | 4 – 6, 6 – 2, 6 – 2, 6 – 2                  |
| 1971   | Джон Нюкъмб    | Род Лейвър       | 7 – 6(7–5), 7 – 6(7–1), 6 – 4               |
| 1970   | Род Лейвър     | Тони Роуч        | 6 – 3, 8 – 6, 6 – 2                         |
| 1969   | Род Лейвър     | Тони Роуч        | 7 – 5, 6 – 4, 6 – 4                         |
| 1968   | Мануел Сантана | Ян Лешли         | 8 – 6, 6 – 3                                |
| 1967   | Артър Аш       | Чарли Пасарел    | 7 – 5, 9 – 7, 6 – 3                         |
| 1966   | Чарли Пасарел  | Артър Аш         | 13 – 11, 6 – 2, 2 – 6, 9 – 7                |
| 1965   | Чарли Пасарел  | Иън Крукенден    | 6 – 8, 11 – 9, 8 – 6, 6 – 4                 |
| 1964   | Чък Маккинли   | Рафаел Осуна     | 6 – 3, 8 – 6, 5 – 7, 4 – 6, 6 – 3           |
| 1963   | Уитни Рийд     | Франк Фрьолинг   | 4 – 6, 6 – 1, 8 – 6, 6 – 4                  |
| 1962   | Джон Дъглас    | Роналд Холмберг  | 5 – 7, 3 – 6, 6 – 1, 6 – 2, 7 – 5           |

## Имена на турнира през годините
- Philadelphia Invitational Indoor Tennis Championships (1962–1965)
- Philadelphia International Indoor Championships (1966–1968)
- International Tennis Players Association Open Indoor (1970)
- Philadelphia International Indoor Open Championships (1969, 1971)
- U.S. Professional Indoor (1972–1984)
- Ebel U.S. Pro Indoor (1985–1990)
- U.S. Pro Indoor (1991–1992)
- Comcast U.S. Indoor (1993-1996)
- Advanta Championships (1997–1998)